# Thecla phalanthus
Thecla phalanthus är en fjärilsart som beskrevs av Pieter Cramer 1780. Thecla phalanthus ingår i släktet Thecla och familjen juvelvingar. Inga underarter finns listade i Catalogue of Life.